# Nicky Samuels
Nicky Samuels (* 28. Februar 1983 in Whangārei) ist eine ehemalige Triathletin aus Neuseeland. Sie ist zweimalige Olympiastarterin (2012 und 2016), ITU-Weltmeisterin Aquathlon (2012) und Xterra-Weltmeisterin Cross-Triathlon (2013).

## Werdegang
Nicky Samuels studierte bis 2004 an der University of Otago.
Im Jahr 2003 begann sie mit Triathlon und sie wurde im Dezember in Kanada Vizeweltmeisterin in der Altersklasse 20–24.
Die mehrfache neuseeländische Meisterin erreichte im März 2011 in Australien ihren ersten Weltcup-Sieg.
Sie startet für das neuseeländische Nationalteam Triathlon New Zealand elite squad und in Frankreich für den Verein TCG 79 Parthenay.

### Aquathlon-Weltmeisterin 2012
Im Januar 2012 wurde sie neuseeländische Radsport-Meisterin im Straßenrennen. Im Oktober wurde sie Aquathlon-Weltmeisterin.
Im Oktober 2013 wurde sie auf Maui Cross-Triathlon-Weltmeisterin (Xterra-Rennserie). 2014 belegte sie hier den dritten Rang.

Bei der Triathlon-Weltmeisterschaft im Rahmen der ITU World Championship Series 2014 wurde sie Fünfte.
Nach einer verhaltenen Saison 2015 aufgrund einer Verletzung am Bein strebte sie eine Nominierung für einen Startplatz bei den Olympischen Spielen an.

Sie konnte sich für einen Startplatz bei den Olympischen Sommerspielen 2016 qualifizieren und ging am 20. August für Neuseeland an den Start – zusammen mit Tony Dodds, Ryan Sissons und Andrea Hewitt. Sie belegt in Rio de Janeiro den 13. Rang.

### Weltmeisterin Cross-Triathlon 2013
Im Oktober 2013 wurde Nicky Samuels Weltmeisterin Cross-Triathlon.
Nicky Samuels ist seit 2009 verheiratet mit Steve Gould und die beiden leben heute in Wanaka. Im Februar 2017 gab Samuels bekannt, dass sie ein Kind erwartet und in der Saison 2017 pausieren werde.
Seit 2016 tritt sie nicht mehr international in Erscheinung.

## Sportliche Erfolge
| Datum/Jahr    | Rang | Wettbewerb                                            | Austragungsort | Zeit     | Bemerkung                                                                                          |
| ------------- | ---- | ----------------------------------------------------- | -------------- | -------- | -------------------------------------------------------------------------------------------------- |
| 20. Aug. 2016 | 13   | Olympische Sommerspiele 2016                          | Rio de Janeiro |          | |
| 14. Mai 2016  | DNF  | ITU World Championship Series 2016                    | Yokohama       | –        | Samuels war die schnellste Schwimmerin – konnte aber das Rennen auf der Laufstrecke nicht beenden. |
| 30. Aug. 2014 | 3    | ITU World Championship Series 2014                    | Edmonton       | 02:00:31 | Grand Final                                                                                        |
| 23. Aug. 2014 | 3    | ITU World Championship Series 2014                    | Stockholm      | 01:03:05 | auf der Sprintdistanz                                                                              |
| 14. Juli 2013 | 2    | 5150 Boulder Peak Triathlon                           | Boulder        |          | Zweite hinter der Schwedin Lisa Nordén                                                             |
| 28. Apr. 2013 | 2    | 5150 St. Anthony’s Triathlon                          | St. Petersburg |          | |
| 4. Nov. 2012  | 5    | Noosa Triathlon                                       | Noosa          | 02:02:14 | |
| 23. Juni 2012 | 6    | ITU Triathlon World Championship Series 2012          | Kitzbühel      | 02:06:07 | |
| 5. Feb. 2012  | 5    | OTU Sprint Triathlon Oceania Cup                      | Kinloch        | 01:04:49 | |
| 5. Juni 2011  | 1    | Escape from Alcatraz Triathlon                        | San Francisco  |          | |
| 27. März 2011 | 1    | ITU Triathlon World Cup                               | Mooloolaba     | 02:03:13 | [ 4 ]                                                                                              |
| 6. Feb. 2011  | 1    | OTU Sprint Triathlon Oceania Cup                      | Taupō          | 01:06:59 | |
| 12. Sep. 2010 | 37   | ITU Triathlon World Championship Series 2010          | Budapest       | 01:54:54 | im siebten und letzten Rennen der Saison                                                           |
| 21. Aug. 2010 | 9    | ITU Triathlon Sprint World Championships              | Lausanne       | 00:59:42 | bei der Erstaustragung (750 m Schwimmen, 20 km Radfahren und 5 km Laufen)                          |
| 15. Aug. 2010 | 14   | ITU Triathlon World Championship Series 2010          | Kitzbühel      | 02:05:59 | beim 6. Rennen der Serie                                                                           |
| 24. Juli 2010 | 39   | ITU Triathlon World Championship Series 2010          | London         | 01:56:58 | 5. Rennen der Serie                                                                                |
| 13. März 2010 | 3    | OTU Triathlon Oceania Championships                   | Wellington     |          | bei der Ozeanische Triathlon-Meisterschaft hinter der Siegerin Andrea Hewitt                       |
| 30. Mai 2009  | 14   | ITU Triathlon World Championship Series 2009          | Madrid         | 02:07:57 | |
| 6. Dez. 2003  | 2    | ITU Triathlon Short Distance World Championship 20–24 | Queenstown     |          | Vizeweltmeisterin auf der olympischen Distanz in der Klasse W20–24                                 |

| Datum/Jahr    | Rang | Wettbewerb                           | Austragungsort | Zeit     | Bemerkung                         |
| ------------- | ---- | ------------------------------------ | -------------- | -------- | --------------------------------- |
| 26. Okt. 2014 | 3    | Xterra Triathlon World Championships | Maui           | 02:56:32 | Weltmeisterschaft Cross-Triathlon |
| 27. Okt. 2013 | 1    | Xterra Triathlon World Championships | Maui           | 02:57:48 | Weltmeisterin Cross-Triathlon     |

| Datum/Jahr    | Rang | Wettbewerb                        | Austragungsort | Zeit     | Bemerkung               |
| ------------- | ---- | --------------------------------- | -------------- | -------- | ----------------------- |
| 17. Okt. 2012 | 1    | ITU Aquathlon World Championships | Auckland       | 00:33:02 | Aquathlon-Weltmeisterin |

| Datum/Jahr   | Rang | Wettbewerb                                           | Austragungsort | Zeit     | Bemerkung                                                                |
| ------------ | ---- | ---------------------------------------------------- | -------------- | -------- | ------------------------------------------------------------------------ |
| 7. Jan. 2012 | 1    | RaboDirect Elite National Road Cycling Championships | Christchurch   | 03:33:54 | Siegerin bei den nationalen Meisterschaften im Straßenrennen über 123 km |

(DNF – Did Not Finish)